# Kilenc élet (film, 2016)
A Kilenc élet 2016-ban bemutatott francia–kínai családi komédia Barry Sonnenfeld rendezésében. A főszerepben Kevin Spacey és Jennifer Garner látható.

## Rövid történet
Egy üzletember csapdába esik a családja macskájának testében.

## Cselekmény
Tom Brand (Kevin Spacey) vakmerő milliárdos és kiállhatatlan főnök, aki csak a saját érdekeit tartja szem előtt. Cége, a FireBrand fennállásának legnagyobb dobására készül: közeledik az északi félteke legmagasabb felhőkarcolójának, a cég új központjának befejezése, azonban az utolsó időszakban kiderül, hogy van egy még ennél is magasabb épület. Tom a munkamániája miatt már eltávolodott gyönyörű feleségétől, Larától (Jennifer Garner) és elidegenedett kislányától, Rebeccától (akivel pár évvel korábban még együtt énekeltek és táncoltak). Közeleg Rebecca 11. születésnapja, és ahogyan minden évben, most is csak egy dolgot szeretne: egy macskát. Tom azonban ki nem állhatja a macskákat, ezért ez szóba sem jöhet nála, de ideje sincs rá, hogy bármit vásároljon. Hazafelé a születésnapi bulira a véletlen egy furcsa kisállat-kereskedésbe sodorja, ahol az üzlet különc tulajdonosa, Felix Purrkins (Christopher Walken) egy Szőrmók úr nevű macskát ad el neki. Az úton hazafelé Tomot baleset éri, majd a macska testében éled újjá... Ugyanakkor emberi teste egy kórházban fekszik kómában.
Tom, a macska testében a családjához kerül, Rebecca hitetlenkedve és nagy örömmel fogadja. Tom mindent megpróbál, hogy felvegye a kapcsolatot családtagjaival, de ez sehogy sem sikerül neki, mivel beszédét a többiek nyávogásnak hallják. Közben a cégnél csendes hatalomátvétel zajlik, egy feltörekvő társrészvényes szeretné eladni a céget, bezsebelni a több százmilliós hasznot, Tomot és fiát (aki szintén a cégnél dolgozik mint egyszerű beosztott) pedig kisemmizni. Ugyanakkor az idő is szorít, mert felmerül a lehetősége, hogy Tom kómában fekvő testét lekapcsolják az életben tartó berendezésekről, ezt pedig mindenképpen szeretné elkerülni, mert akkor örökre macskatestben kellene élnie.
Tom fia, David próbál közbeavatkozni és megmenteni a céget az eladástól, de a biztonságiak kizavarják az épületből. Azonban váratlan segítséget kap anyjától, akitől Tom évekkel korábban elvált. Anyja egy okiratot ad át Davidnek, ami a tulajdonjogot bizonyítja a cégben, továbbá azt is, hogy a szélhámos bajkeverő megsemmisített egy okiratot az eladás érdekében. A bizonyítékokat a nyilvánosság elé tárva a szélhámost letartóztatják, Szőrmók úr visszarohan a kórházba és Tom visszakerül a saját testébe.
Tom családi élete egy csapásra megváltozik, mivel már másképpen gondolkozik az életéről. Kislányának új cicát vásárol a már ismert, különös boltban.

## Szereplők
| Színész            | Szerep         | Magyar hang        |
| ------------------ | -------------- | ------------------ |
| Kevin Spacey       | Tom Brand      | Epres Attila       |
| Jennifer Garner    | Lara Brand     | Kisfalvi Krisztina |
| Malina Weissman    | Rebecca Brand  | Vida Sára          |
| Christopher Walken | Felix Perkins  | Barbinek Péter     |
| Robbie Amell       | David Brand    | Czető Roland       |
| Cheryl Hines       | Madison Camden | Pokorny Lia        |